# Aceite de crotontiglio
El aceite de crotontiglio es un líquido de color amarillo anaranjado de la consistencia del aceite de almendras dulces, olor nauseabundo y sabor excesivamente acre. 
Se le retira de las semillas del Croton tiglium, arbusto de la familia de las euforbiáceas que crece en China, Ceilán y las Molucas. Dichas semillas son conocidas también con el nombre de granos de Tilly, de las Molucas o piñoncitos de Indias. Es un purgante violentísimo y peligroso.